# 谷衛好
谷 衛好（たに もりよし）は、戦国時代から安土桃山時代にかけての武将。

## 生涯
享禄2年（1529年）、美濃国莚田郡伊良地村に生まれた。福田正之（綱衛の弟）の子であるが、浅井亮政に仕える伯父谷綱衛（谷野綱衛）の養子となった。幼名を小太郎、または衛吉。
谷氏は壬申の乱の時に天武天皇に仕えた谷直監も先祖というが、将軍足利義教に従って嘉吉の乱で死去した先祖の一人の谷高衛は、近江六角氏の池田高雄の実子であり、そこから血統上は（六角氏の）宇多源氏佐々木氏流の流れと変わっている。
衛好は、はじめ斎藤道三に仕え、龍興までの美濃斎藤氏が滅亡した後は、織田信長に仕えて、石山戦争では天正4年（1576年）5月に武功を挙げたことから信長より感状を受けた。
信長の命令で羽柴秀吉が中国方面総司令官になるとその与力となり、天正6年（1578年）に播磨平田城6,000石の知行を与えられた。
天正7年（1579年）からの秀吉による三木城攻めに参加し、三木城の糧道を断つため賀伏坂に付城して、息子の衛友と共に平田城（砦）を守備した。同年9月10日、生石治家を大将とする毛利勢が攻撃し、平田村で討ち死にした（平田・大村合戦）。享年50。
家督は衛友が継ぎ、江戸時代に続く山家藩・谷家の祖となった。